# Esigodini
Esigodini (già Essexvale fino al 1982) è un centro abitato dello Zimbabwe, situato nella provincia del Matabeleland Meridionale.
Fondata come Essexvale nel 1894, il nome della città venne modificato in Esigodini nel 1982, analogamente a numerosi altri insediamenti in quell'anno nel neonato stato zimbabwese, precedentemente noto come Rhodesia.
| Controllo di autorità | VIAF (EN) 135263684 · LCCN (EN) no2009008520 |